# Pestalotiopsis papposa
Pestalotiopsis papposa är en svampart som beskrevs av Steyaert 1949. Pestalotiopsis papposa ingår i släktet Pestalotiopsis och familjen Amphisphaeriaceae.   Inga underarter finns listade i Catalogue of Life.